# University of Notre Dame
University of Notre Dame du Lac är ett amerikanskt privat katolskt universitet i Notre Dame i South Bend i Indiana. Universitetet grundades 1842 av prästen Edward Sorin, som ingick i Heliga Korsets Kongregation.
University of Notre Dame tävlar med 26 universitetslag i olika idrotter genom idrottsföreningen Notre Dame Fighting Irish.

## Bildgalleri

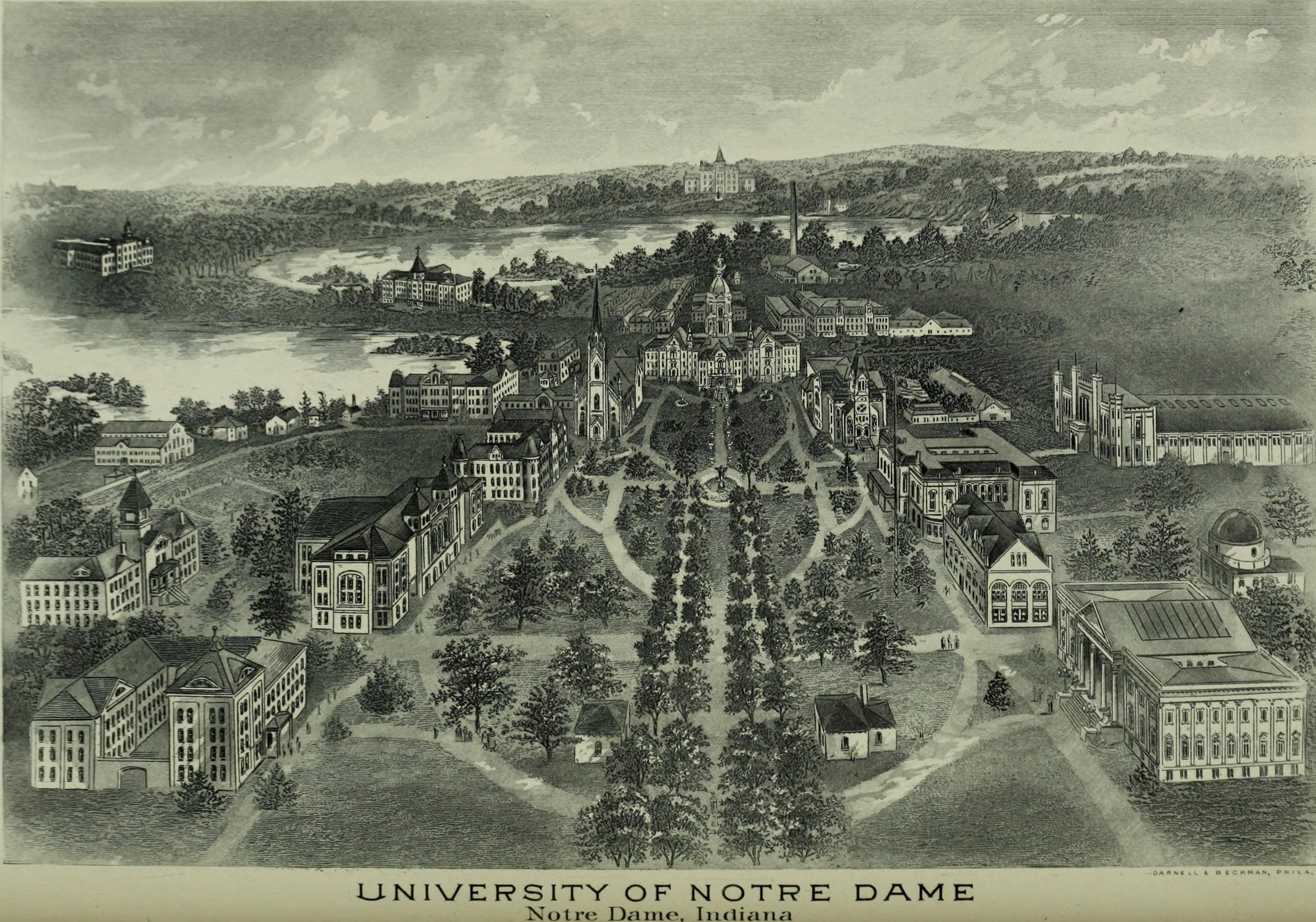
Universitetet 1903
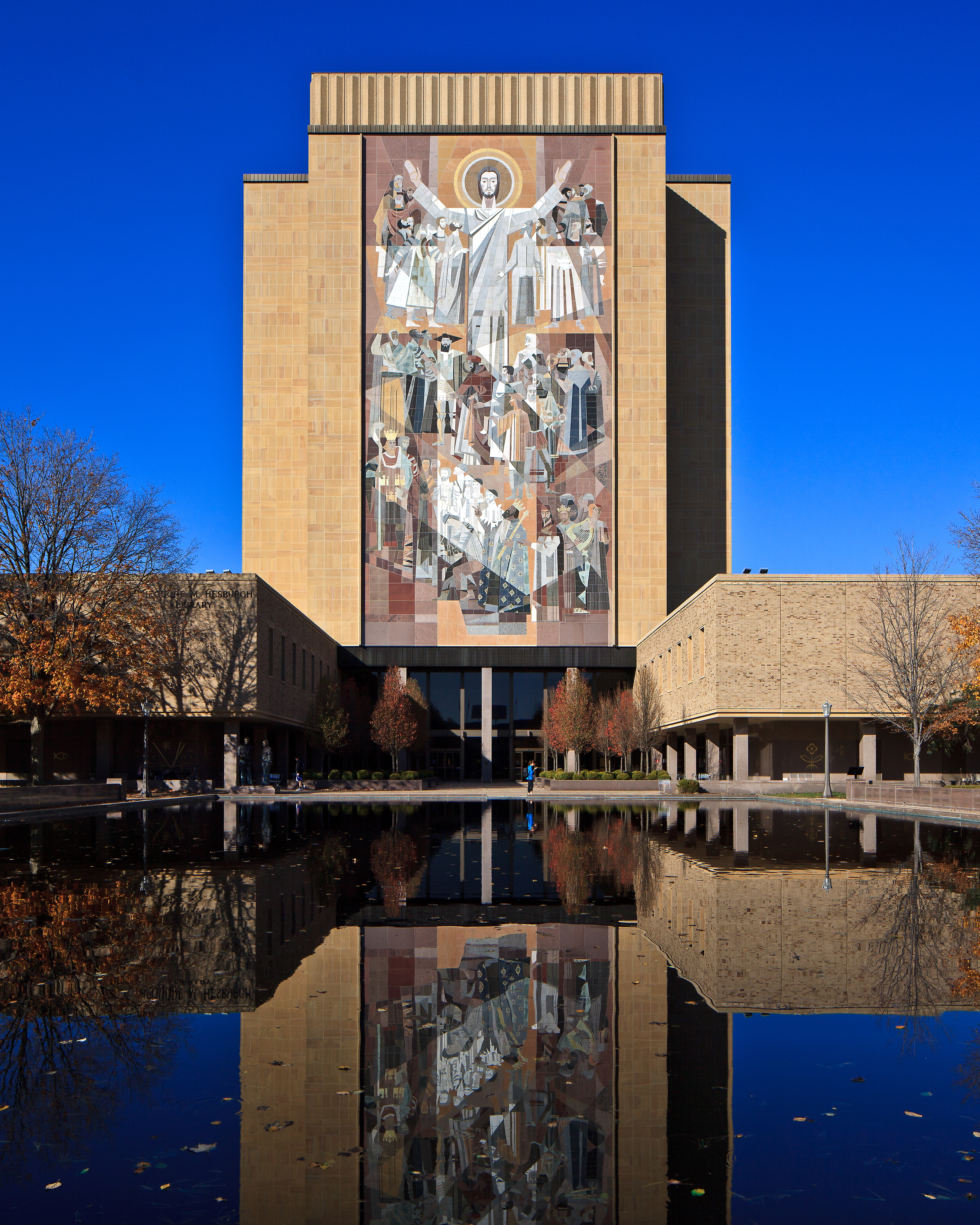
Biblioteket med muralmålningen World of Life
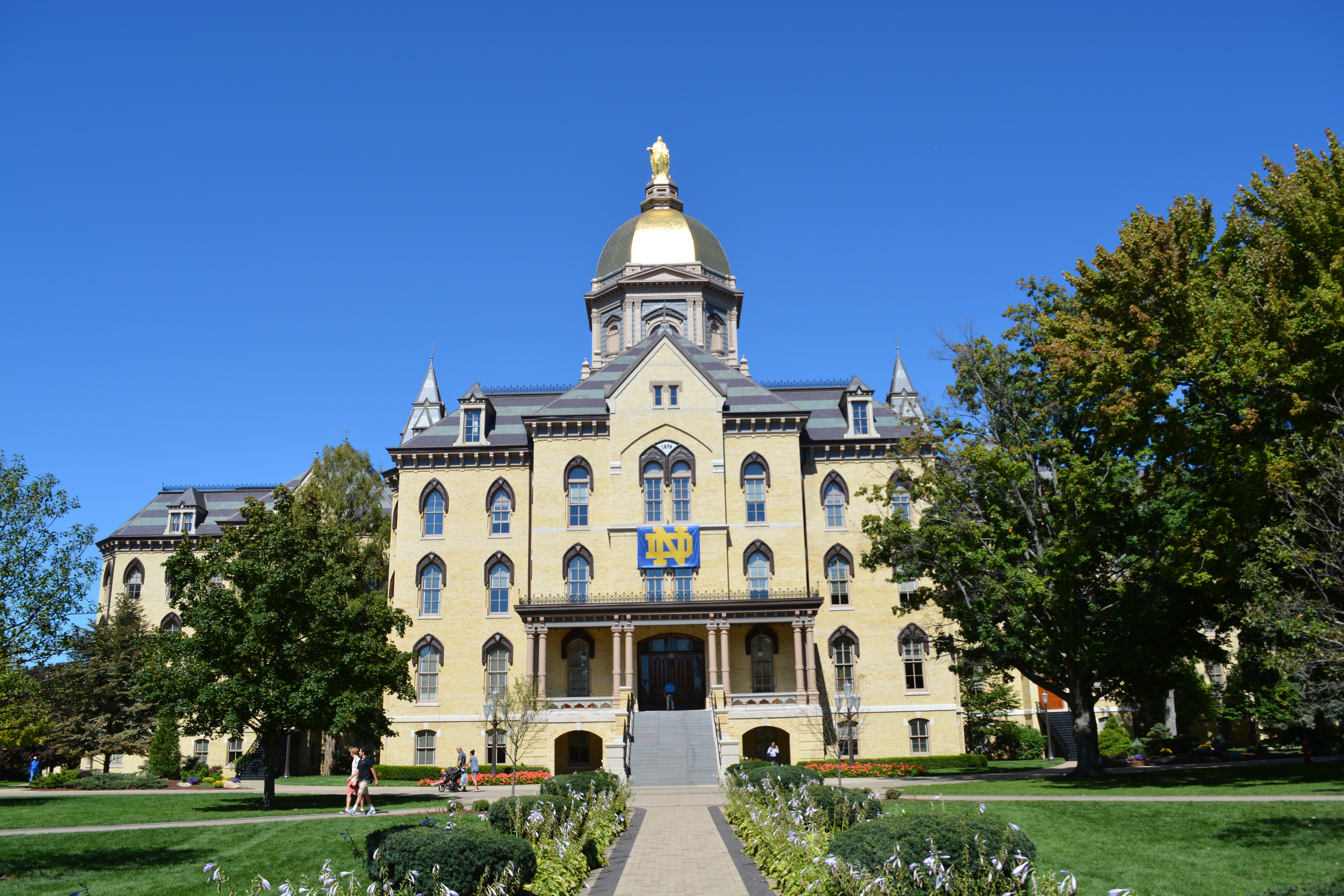
Golden Dome